# DAMPs
DAMPs neboli Damage (Danger)-associated molecular patterns jsou molekuly, které iniciují a zároveň udržují neinfekční zánětlivou odpověď (na rozdíl od PAMPs (Pathogen-associated molecular patterns), které zahajují a udržují infekční zánětlivou odpověď). Jsou známé také jako alarminy. Uvolňují se ze stresovaných buněk podstupujících nekrózu. DAMPs jsou často proteiny pocházející z jader či cytosolu buněk. Při jejich uvolnění z buňky či vystavení na povrchu buňky po poranění tkáně, se pohybují z redukčního do oxidačního prostředí, což způsobí jejich denaturaci. Mezi nejznámější DAMPs patří HMGB1 (high mobility group box-1), S100A8 (calgranulin A), S100A9 (calgranulin B) a sérový amyloid A (SAA). Zvýšené sérové hladiny těchto DAMPs mohou být spojeny s mnoha zánětlivými chorobami (sepse, artritida, ateroskleróza, lupus, Crohnova choroba a rakovina).

## Historie
V roce 2004 poprvé Seong a Matzinger popsali DAMPs, ačkoli mnoho imunologů si už dříve všimlo mnoha různých "Danger" signálů, které by mohly iniciovat vrozenou imunitní odpověď.

## Příklady DAMPs
DAMPs se velmi liší podle typu buňky (epiteliální, mezenchymální) a poškozené tkáně. Proteinové DAMPs zahrnují intracelulární proteiny (HSP - Heat shock proteins, HMGB1) a proteiny pocházející z extracelulární matrix, jež jsou generované z poškozené tkáně (hyaluronan). Příkladem DAMPs neproteinové povahy je ATP, kyselina močová, heparin sulfát a DNA.

### HMGB1
HMGB1 je prototypický leaderless secretory protein (LSP), který je vylučován hematopoetickými buňkami skrze lysozom-zprostředkovanou dráhu. Je to hlavní mediátor endotoxinového šoku a jako DAMP má vliv na buňky imunitního systému spustit zánětlivou odpověď. Receptory pro HMGB1 jsou TLR2, TLR4 a RAGE (Receptor for Advanced Glycation Endproducts). HMGB1 může indukovat maturace dendritických buněk přes upregulaci CD80, CD83, CD86 a CD11c a indukovat produkci dalších pro-zánětlivých cytokinů v myeloidních buňkách (IL-1, TNF-a, IL-6, IL-8) a také upregulovat expresi adhezivních molekul (ICAM-1, VCAM-1) na endoteliálních buňkách.

### DNA a RNA
Přítomnost DNA jinde než v jádře či mitochondrii je vnímáno jako DAMP a spouští odpověď zprostředkovanou TLR9 a DAI, která řídí aktivaci buněk a imunoreaktivitu. Zajímavostí je, že některé tkáně, např. střevo, jsou inhibovány v jejich imunitní odpovědi prostřednictvím DNA. Podobně také poškozená RNA, uvolněná z keratinocytů vystavených UVB, aktivuje TLR3 na intaktních keratinocytech. Aktivace TLR3 stimuluje produkci TNF-alfa a IL-6, které iniciují zánět spojený se spálením od slunce.

### S100 molekuly
S100 molekuly jsou vápník-vázající proteiny exprimované v buňkách myeloidního původu. Podílejí se na intracelulární i extracelulární regulaci.

### Metabolity purinu (ATP, adenosin, kyselina močová)
ATP a adenosin se uvolňují ve vysokých koncentracích např. po nekrotické buněčné smrti. Při vyšších koncentracích ATP blokuje syntézu pro-zánětlivých cytokinů, při nižších koncentracích slouží jako chemoatraktant nezralých dendritických buněk. Kyselina močová je také endogenním danger signálem, uvolňuje se z poškozených buněk.